# Хащ бехещ (поема)
„Хащ бехещ“ (на персийски: هشت‌بهشت - Осем рая) е поема на индийския поет Амир Хосроу Дехлави, написана на персийски език. Тя е последната част от неговия сборник от пет поеми, всяка една от които е съчинена по подобие на тези от „Хамсе“ на Низами Ганджеви. Създадена е през 1301 – 1302 г., написана е във форма на маснави, състои се от 3 350 двустишия. Сюжетната линия и структурата на „Хащ бехещ“ като цяло съответстват на „Хафт пейкар“ – седем принцеси разказват по една приказка в определен ден на седмицата. Приказките се различават от тези в „Хафт пейкар“, едната от тях е известна днес под название „Тримата принцове на Серендип“.

## История
През XIII век в Делхийския султанат индийската поезия на персийски език преживява разцвет. Основните жанрове са относително късите форми касида и газела. Амир Хосроу обаче се насочва към големи разказвателни поеми, наричани маснави. Вземайки за образец петокнижието „Хамсе“ („Пандж гандж“ – пет съкровища) на Низами и отдавайки по този начин почит към големия персийски поет, той създава цикъл от пет поеми, които са със същите сюжетно съдържание и форма като на Низами. Това събрание на поемите става известно като „Хамсе“ на Дехлави и с него се поставя начало на традицията да се създават литературни творби като „отговори“ (на персийски: جواب - джаваб) на известни класически произведения на големите поети и представляващи техни „подобия“ (на персийски: نظیره - назире).
„Хащ бехещ“ е последната част от този цикъл, завършен през 1301 – 1302 г.

### Космологична концепция
Хащ бехещ е космологична концепция, използвана в Персия, Индия и Турция в контекста на литературни произведения или като наименование на определен архитектурен стил. Тя е тясно свързана с ислямската есхатология, в която раят се представя като имащ осем порти и осем пространства, всяко от които е украсено с определен скъпоценен камък или материал. Според философи и суфии осмото пространство е най-висшата райска градина, т.е. Едем.
Дехлави пръв включва това понятие в персийската литература. Идеята за осем райски градини е отразена в заглавието на неговата поема и нейната рамкова структура. В съответствие с тази концепция е и описанието на осмия дворец с неговите четири павилиона около осмоъгълен басейн и пищна градина.

### Традиция на подражателната литература
Започнатата от Дехлави традиция на произведения, създавани по подобие на успешните творби на предшествениците, продължава няколко века. Поколения поети в Индия, Персия и Турция следват едни и същи правила на ритмичната организация на текста, с което допринасят към консервативната насоченост в развитието на персийската литература. Авторите използват известните сюжетни линии и създават поетични „отговори“ както на целия сборник „Хамсе“, така и на отделните негови поеми. Творбите им обаче имат свои специфики и се различават по езиковия стил, по степента на морализиране и по философската дълбочина. Различават се и епизодите, включвани в сюжетната линия. Поради това те се разглеждат като самостоятелни произведения, а подражателната литература се изучава като дял на средневековната персийска литература.
Дехлави пристъпва към „Хамсе“ не само за да изрази почит към Низами, но и за да създаде литературно произведение, вдъхновено и свързано с богатия индийски фолклор. Поемите са написани в разцвета на литературната му кариера, без да бъдат поръчани от някой покровител. Предполага се, че инициативата за тяхното създаване произлиза изцяло от амбициите на самия поет. Дехлави написва „отговора“ на „Хамсе“ между 1298 и 1302 г.

#### Специфики на „Хащ бехещ“
„Хащ бехещ“ е подобие на „Хафт пейкар“ на Низами, но е достатъчно различна поема, за да не бъде смятана за имитация. Още със заглавието Дехлави подчертава разликата с „Хафт Пейкар“. Думата хащ (осем) отразява броя на историите, от които се състои поемата. Думата хафт (седем) при Низами е свързана с броя на приказките в поемата. В „Хащ бехещ“ те също са седем, но Дехлави включва в общия брой и историята за владетеля на Персия Бахрам Гур (Бахрам V).
Двете поеми се различават по своята мащабност и метафоричност. „Хафт пейкар“ е един фундаментален труд на Низами с философска дълбочина и е основан на неговите широки проучвания в областта на история, теология, астрология и др. „Хащ бехещ“ има по-развлекателен характер. В поемата се обиграват дълбоките познания на Дехлави на двата езика – хинди и фарси. В нея също така са отразени неговите интереси в областта на музиката. Те са показани чрез героинята Деларам в разказа, как тя успява да овладее тънкостите на персийската музика.
Поемата „Хащ бехещ“ има същата структура като „Хафт пейкар“: рамкова история за Бахрам Гур и включени в тази рамка приказки на седемте принцеси. Различията са в съдържанието на тези части. За разлика от Низами, който подробно разказва за израстването на Бахрам Гур от детските и юношеските му години до справедлив и мъдър владетел, Дехлави започва своята история от момента, когато Бахрам е вече на престола, и не включва епизоди, свързани с управлението на страната. Рамковата история при Дехлави е много по-кратка и служи по-скоро като мотивация за включването на приказките на принцесите.
Приказките, разказани от принцесите се различават от тези в „Хафт пейкар“. Те са по-динамични, написани са с по-лек език, акцентът е повече върху вълшебства и приключения. Идеите за приказките са почерпени от културната среда на поета и индийския фолклор .